# Oficina Nº 1
Oficina Nº1 es la tercera novela del escritor venezolano Miguel Otero Silva. Publicado por Editorial Losada, en el año 1961. Esta novela es una continuación de Casas muertas.

## Reseña
La novela narra el nacimiento de un campo petrolero en torno al pozo Oficina N.º 1, primero del oriente de Venezuela, el cual fue perforado por la Venezuelan Gulf. La novela sigue la transformación del pozo en un pueblo petrolero, que en la vida real corresponde a la ciudad de El Tigre, y su desarrollo anárquico.